# Kærbygård (Kasted Sogn)
 For alternative betydninger, se Kærbygård. (Se også artikler, som begynder med Kærbygård)
Kærbygård er en herregård beliggende i Kasted Sogn, Aarhus Kommune (Hasle Herred – Århus Amt).
Den var oprindelig ejet af Alling Kloster, og kom efter reformationen under kronen. Den blev mageskiftet i 1579 da Frederik 2. samlede sine besiddelser. Gården blev herefter ejet af slægterner Brun, Skade og Bielke. Christian Bielke kom i besiddelse af Kærbygård i 1664 og sandsynligvis var det i hans tid – omkring 1680 – at hovedbygningen blev flyttet til sin nuværende placering. Otto Bielke, der var den næste ejer, fik Kærbygård ophøjet til stamhus i 1708, men det blev dog ophævet igen i 1750 og gården blev solgt.
Slægten Secher kom i besiddelse af Kærbygård via arv og omkring 1770 opførte A.J. Secher en ny hovedbygning med tre fløje i bindingsværk i en enkelt etage. Secher-slægten ejede Kærbygård til et stykke ind i 1800-tallet, hvorefter gården temmelig ofte er blevet handlet.
De nuværende bygninger i bindingsværk er opført omkring 1770, med kraftig ombygning i 1881, hvor facaden blev genopført i murværk. Avlsbygningerne nedbrændte i 1927, men blev genopført året efter.
Kærbygård Gods er på 188 hektar med Kærgård

## Ejere af Kærbygård
- (1397-1536) Alling Kloster
- (1536-1579) Kronen
- (1579) Hans Brun
- (1579-1584) Jens Brun
- (1584-1595) Ellen Mouridsdatter gift Brun
- (1595-1601) Bodil Jensdatter Brun gift Skade
- (1601-1654) Christopher Skade
- (1654-1655) Frederik Skade / Ove Skade
- (1655-1658) Frederik Skade
- (1658-1664) Ove Skade
- (1664) Judithe Cathrine Ovesdatter Skade gift Bielke
- (1664-1686) Christian Bielke
- (1686-1711) Otto Bielke
- (1711-1712) Beate Rosenkrantz gift Bielke
- (1712-1724) Jørgen Bielke
- (1724-1733) Ide Dorothea Rosenkrantz gift Bielke
- (1733-1746) Beate Dorothea Jørgensdatter Bielke gift (1) Stürup (2) Reenberg
- (1746-1750) Verner Rosenkrantz
- (1750-1751) Bertel Fædder
- (1751-1759) Ole Olesen
- (1759-1768) Edel Nielsdatter Secher
- (1768-1769) Ancher Jørgen Secher
- (1769-1803) Niels Secher
- (1803-1808) Markus Peter Secher
- (1808-1829) Niels Ancher Secher
- (1829-1839) Niels Knudsen Søndergaard
- (1839-1841) Maren Kjeldsen gift Søndergaard
- (1841-1842) Thomas Secher Hansen / Jørgen Mørch Secher
- (1842-1881) Tomas Secher Hansen
- (1881-1889) Oscar Secher Hansen
- (1889-1906) Otto Conrad Frederik Staggemeier
- (1906-1916) Ernst Thomas Secher Staggemeier
- (1916-1918) L. Flensborg
- (1918-1919) E.G. Tranberg
- (1919-1922) Mogens de Neergaard
- (1922-1924) Johannes Stenslund
- (1924-1928) Forskellige Ejere
- (1928-1930) A. Høyer
- (1930-1937) H. Hauberg
- (1937-1957) Aage Møller
- (1957-1992) Enke Fru Meta Møller
- (1992-) Børge Simonsen

## Eksterne kilder og henvisninger
- Projekt "Gårdens bygninger – fredede landbrugsbygningers brug og bevaring" med gode billeder af Kærbygård
- Afsnit fra bogen Østjyske herregårde Arkiveret 20. maj 2006 hos  Wayback Machine

56°12′41″N 10°7′46″Ø / 56.21139°N 10.12944°Ø